# Bernard Cole
Bernard Cole (* 1911 in London, England; † 1982) war ein US-amerikanischer Fotograf und Mitglied der Photo League. Die Photo League war eine Organisation von Fotografen in New York City, die sich der Dokumentation des Lebens in den Arbeitervierteln widmete. Sie wurde 1936 gegründet und bot ihren Mitgliedern Schulungen, Ausstellungsräume und eine Plattform für den Austausch über soziale und kreative Themen. Die Photo League spielte eine wichtige Rolle bei der Entwicklung der sozialdokumentarischen Fotografie in den USA.

## Leben
Vor seiner fotografischen Karriere arbeitete Bernard Cole in einer Schuhfabrik und engagierte sich als Gewerkschaftsorganisator für die United Shoe Workers. Diese Erfahrungen prägten seine spätere fotografische Arbeit, die sich durch ein tiefes Verständnis der Arbeiterklasse und ihrer Lebensbedingungen auszeichnet.
Während seiner Zeit in der Photo League spezialisierte sich Bernard Cole auf die Dokumentation des Alltagslebens in New York City. Seine Fotografien zeichnen sich durch eine einfühlsame und respektvolle Darstellung der städtischen Arbeitergemeinschaften aus. Ein bekanntes Werk ist Shoemaker’s Lunch, das einen Schuhmacher bei seiner Mittagspause zeigt und die Würde und den Alltag der Arbeiterklasse einfängt.
Bernard Coles Arbeiten wurden in der Ausstellung This Is the Photo League (1948–1949) gezeigt, die die Vielfalt und Tiefe der dokumentarischen Fotografie der Mitglieder hervorhob. Als professioneller Fotograf arbeitete er später für Organisationen wie UNICEF und die International Planned Parenthood Federation, für die er verschiedene Reportagen fotografierte.

## Werk
Bernard Coles fotografisches Werk ist geprägt von einem dokumentarischen Stil, der die Lebenswirklichkeit der städtischen Arbeiterklasse einfängt. Seine Bilder zeichnen sich durch eine klare Komposition und ein tiefes Einfühlungsvermögen in die dargestellten Szenen aus. Seine eigenen Erfahrungen als Arbeiter und Gewerkschafter ermöglichten ihm einen authentischen Einblick in die Lebenswelt seiner Motive.